# Tomás Seguí
Tomás Seguí Seguí (Esporlas, Baleares, 24 de diciembre de 1891 - Porreras, Baleares, 4 de febrero de 1937), alias "Ramellí", fue un trabajador y político socialista español, víctima de la represión del bando franquista durante la Guerra Civil.

## Biografía
Miembro del Partido Socialista Obrero Español desde 1916, fue presidente de la Federación Gremial de su localidad natal. En 1920 fue elegido concejal de Esporlas, en franca minoría frente a diez concejales que conformaban la alternancia en el poder público español en la época de la Restauración. Dedicó su interés en mejorar las condiciones de vida y protección de los menores, así como la sanidad pública. Con la dictadura de Primo de Rivera que disolvió todos los ayuntamientos, Tomás Seguí se marchó a Cuba donde trabajó de carbonero en Cienfuegos junto a otros vecinos emigrantes de Esporlas. Regresó a España en 1927.
En las elecciones municipales de 1931 que dieron lugar a la proclamación de la República fue elegido concejal y, después alcalde. Destacó por las obras de saneamiento público, canalización y abastecimiento de agua potable (problema que persistía en la zona hacía años) y las obras escolares y dotación de los centros educativos. Durante su mandato fueron frecuentes las desavenencias con el gobernador civil, Joan Manent. Tras los sucesos revolucionarios de 1934 fue cesado gubernativamente y encarcelado. La agrupación socialista y la Casa del Pueblo local fueron clausuradas. Después de las elecciones generales de 1936 fue rehabilitado en el cargo.

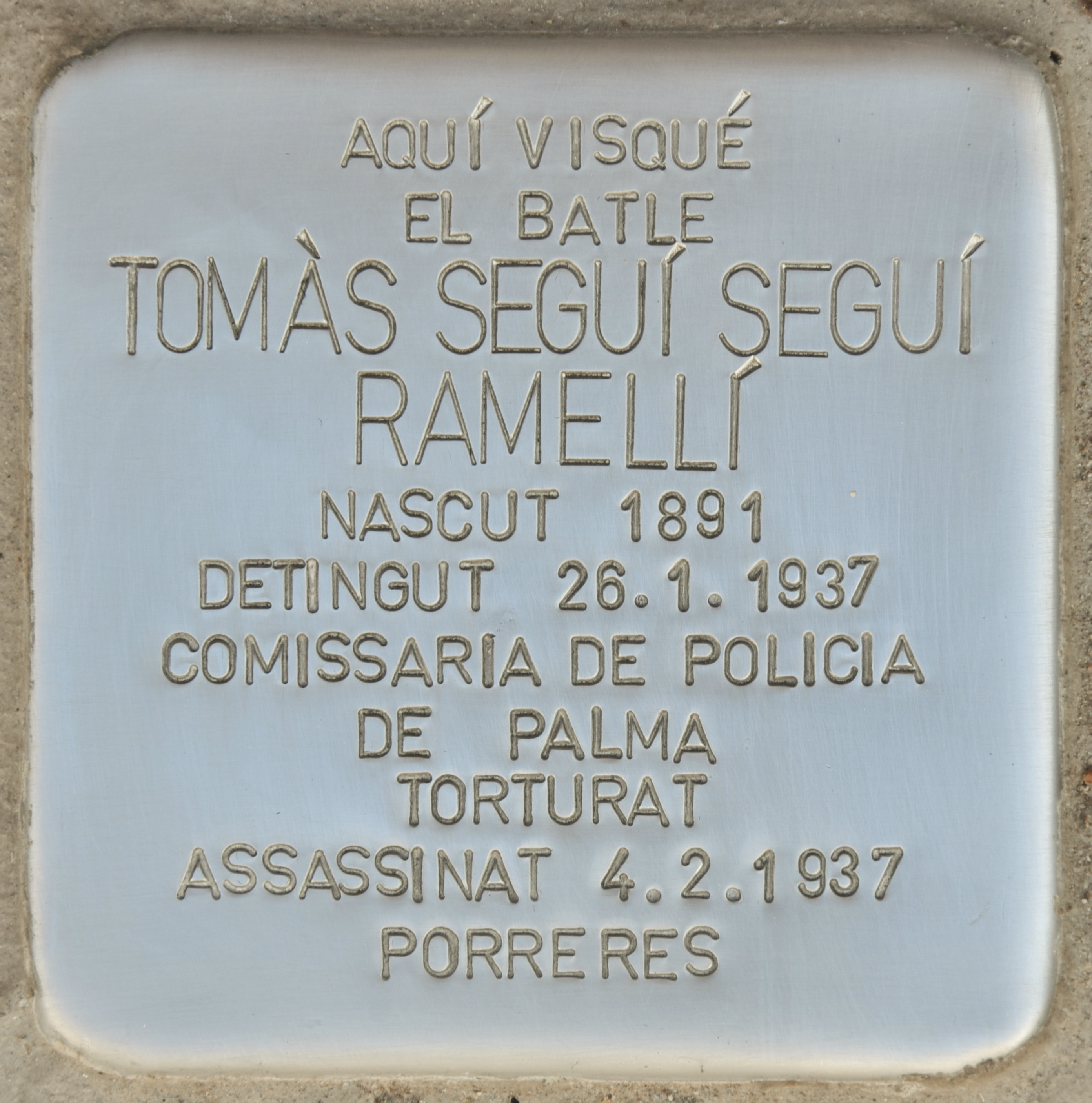
Remembrance Stone

Al producirse el golpe de Estado de julio de 1936 que dio origen a la Guerra Civil, el intento tímido de defensa local que había preparado el ayuntamiento en los primeros días se autodisolvió al conocer la detención del gobernador civil por las tropas sublevadas. Logró esconderse un tiempo en la misma localidad con la ayuda de sus vecinos, pero fue descubierto y detenido en 1937 al haber fracasado todos los intentos de fuga de la isla de Mallorca. Trasladado a una cárcel, su esposa no consiguió identificarlo debido al rostro desfigurado por la tortura. A principios de febrero de 1937 fue ejecutado sin juicio alguno y lanzado a un pozo en los alrededores del cementerio de Porreras. El nuevo alcalde nombrado por los sublevados lo calificó a principios de 1937 de "jefe supremo del marxismo", pero en 1941 señaló que "no participó en nada". Informes desfavorables también emitió el cura-párroco de la localidad.